# Třebovle
Třebovle (en allemand : Trebowel) est une commune du district de Kolín, dans la région de Bohême-Centrale, en République tchèque. Sa population s'élevait à 541 habitants en 2020.

## Géographie
Třebovle se trouve à 3 km au sud-nord-ouest est de Kouřim, à 17 km à l'ouest de Kolín et à 39 km à l'est-sud-est de Prague.
La commune est limitée par Chrášťany et Vrbčany au nord, par Žabonosy, Zalešany et Klášterní Skalice à l'est, par Kouřim au sud, et par Vitice à l'ouest.

## Histoire
La première mention écrite de la localité date de 1297.

## Administration
La commune se compose de quatre quartiers :
- Třebovle
- Borek
- Království
- Miškovice

## Transports
Par la route, Třebovle se trouve à 3,2 km de Kouřim, à 21 km de Kolín et à 39 km du centre de Prague.